# ストーカー行為等の規制等に関する法律
ストーカー行為等の規制等に関する法律（ストーカーこういとうのきせいとうにかんするほうりつ、平成12年5月24日法律第81号）は、ストーカー事件から発生しうる、殺人や傷害などの凶悪犯罪を防止することに関する日本の法律である。通称はストーカー規制法。
2000年（平成12年）5月24日に制定され、11月24日に施行された。
1999年に発生した桶川ストーカー殺人事件を契機として、翌2000年に議員立法された。草案は警察庁OBで当時自民党所属参議院議員だった松村龍二が作成した。
2013年6月23日、2012年に発生した逗子ストーカー殺人事件の後に議員立法にて第1次改正が成立。その後、2016年に発生した小金井ストーカー殺人未遂事件を機に、同年12月に第2次改正が成立。
2020年7月30日、GPSストーカー事件ではGPSを用いて相手の所在を調べる行為について本法の禁じる「見張り」に当たらないと最高裁判所は判断した。しかし、館林ストーカー殺人事件などGPSを悪用したストーカー事件はしばしば発生しており、そうしたストーカー事案の実情を検討した結果、GPSの取付けも規制する改正法が2021年5月18日に成立した。

## 概要
司法の原則である過去の行為への対応ではなく、未来の犯罪の抑止を目的とした法律となっている。刑罰法令が存在しないパワーハラスメントやセクシャルハラスメントなどと異なり、他者に不安を与える精神的な攻撃を罰することができる。
ストーカー行為（ストーキング）を規制する法律である。公権力介入の限定の観点から、規制対象となる行為を、恋愛感情などの好意の感情又は怨恨の感情に基づくものに限定する。
以降に述べる「ストーカー行為」を処罰する。さらに「つきまとい等」行為をして、その相手方等に不安を覚えさせること等（以下「3条行為」とする）に対し、禁止命令等を出すことができる。
被害者の申し出により、警察が弁護士の紹介や防犯アラームの貸し出しなど、国家公安委員会規則に基づく援助を定める。さらに国や自治体は、ストーカー防止の啓蒙等、被害者に対する婦人相談所等の公共施設の支援斡旋、民間団体の組織活動の支援（財政上の措置を含む）に努めることとしている。
また、電気通信の送信や、郵送・配送に掛かる事業者は、被害者の求めに応じて、ストーカー行為に掛かる送信や郵送・配送等を差し止めるよう努力義務を課している（8条3項）。

### 禁止命令等処分制度の2016年抜本的改正
禁止命令関連を一括して公安委員会の所管とし、公安委員会から警察署長等への事務委嘱とした。よって、実質的運営は警察署長等の隷下により行われることとなる。
警察署長等による禁止仮命令制度を廃止。被害者の申し出が有る場合において「3条行為」があり、かつ反復のおそれありと認める場合には、警察署長等による警告を経ずに、公安委員会が聴聞を経た上で「3条行為」の禁止命令を出すことができる。また、特に必要があると認める場合には、公安委員会は、被害者の申し出が無くとも職権で聴聞等を経て禁止命令を出す事ができる。
また、被害者の申し出がある場合において「3条行為」があり、反復のおそれがあり、かつ緊急を要する場合には公安委員会は聴聞等を経ずに前掲の禁止命令を出す事ができる。さらに、身体の危険が及ぶおそれがある場合には、被害者の申し出がなくとも職権で聴聞等を経ずに禁止命令を出すことができる。聴聞等を経ない禁止命令は後日必要的に聴聞等を行う。

### 罰則
- 禁止命令より以前に「ストーカー行為」をした者は、1年以下の懲役または100万円以下の罰金に処する。
  - 2016年の改正前は、6か月以下の懲役または50万円以下の罰金であり、かつ親告罪であった。
- 禁止命令に違反して「ストーカー行為」をした者は、2年以下の懲役または200万円以下の罰金に処する。
  - 2016年の改正前は、1年以下の懲役または100万円以下の罰金であった。なお、改正前も非親告罪であった。
- 禁止命令のその他の事項に違反した者は、6か月以下の懲役または50万円以下の罰金に処する。
  - 2016年の改正前は、50万円以下の罰金であった。

## 規制対象
本法律にいう「ストーカー行為」は、後述の「つきまとい等」の行為を反復して行うことである。
本法律の「つきまとい等」とは、その目的が「特定の者に対する恋愛感情その他の好意の感情またはそれが満たされなかったことに対する怨恨の感情を充足する」ためであって、かつ、その行為の相手方が「当該特定の者またはその配偶者、直系もしくは同居の親族その他当該特定の者と社会生活において密接な関係を有する者」であることを要する（2条1項柱書）。
「つきまとい等」の行為を、以下のように定義する（2条1項各号、2016年改正同1-2項各号）。
1. 住居、勤務先、学校その他通常所在場所でのつきまとい、待ち伏せ、進路立ちふさがり、見張り[注釈 7]、押しかけ[注釈 8]、付近をみだりにうろつく[注釈 9]
2. 監視している旨[注釈 10]の告知等[注釈 11]
3. 面会・交際・その他義務のないこと[注釈 12]を行うことの要求[注釈 13]
4. 著しく粗野な言動[注釈 14]、著しく乱暴な言動[注釈 15][注釈 16]
5. 無言電話[注釈 17]、拒絶[注釈 18]後の連続した[注釈 19]架電[注釈 20]、またはファックス・電子メール[注釈 21]・インスタントメッセージ・SNS等の送信[注釈 22] やブログ等への返信等[注釈 23][注釈 24][注釈 25]
6. 汚物・動物の死体ほか[注釈 26]の送付等[注釈 27]
7. 名誉を害する事項[注釈 28]の告知等[注釈 29]
8. 性的羞恥心を害する事項[注釈 30]の告知等[注釈 31]性的羞恥心を害する電磁気的記録ほかの送信[注釈 32]

なお、本法では、未遂や予備以前の行為も犯罪として規制、処罰の対象とする。ただし、加害者の犯罪行為の認識のなさや身勝手な逆恨みを引き起こす恐れがあることや、本来的には加害者の取った行動は教育が担う役割だったものであり人間形成教育を求めることなどの指摘もある。

## 改正経緯
ストーカー規制法は、過去に以下の改正が行われた。
| 成立日        | 公布日        | 名称                                                                                     | 施行日                                                          |
| ------------- | ------------- | ---------------------------------------------------------------------------------------- | --------------------------------------------------------------- |
|               |               | - ストーカー行為等の規制等に関する法律の一部を改正する法律 - 平成25年7月3日法律第73号    | 2013年7月23日                                                   |
|               |               | - ストーカー行為等の規制等に関する法律の一部を改正する法律 - 平成28年12月14日法律第102号 |                                                                 |
| 2021年5月18日 | 2021年5月26日 | - ストーカー行為等の規制等に関する法律の一部を改正する法律 - 令和3年法律第45号           | 2021年6月15日（相手方の所在地の見張り・拒否後の文書の連続送付） |
| 2021年5月18日 | 2021年5月26日 | - ストーカー行為等の規制等に関する法律の一部を改正する法律 - 令和3年法律第45号           | 2021年8月26日（位置情報の取得規制・禁止命令の整備の規定）       |

## 迷惑防止条例との関係
ストーカー規制法で禁止されている行為はストーキング全般の一部となっている。行為によっては、迷惑防止条例によって禁止されている。例えば埼玉県であれば、「公衆に著しく迷惑をかける暴力的・不良行為の防止に関する条例」10条につきまとい行為の禁止規定が存在する。

## 合憲性
犯罪発生前に警察が介入できるとして、人権侵害に繋がるおそれを指摘する意見もある。過去には有罪判決を受けたストーカーが最高裁判所で、2003年には日本国憲法第13条と第21条1項、2015年には内面の自由や表現の自由を侵害すると訴えたが、いずれも棄却されている。